# Володня
Володня (Тубосская, Тубаска) — река в Тверской области России, протекает по Вышневолоцкому городскому округу.
Вытекает из озера Тубосс на высоте 154 м над уровнем моря. Устье реки находится на высоте 150 м над уровнем моря в 436 км по левому берегу реки Мста. Длина реки составляет 8 км, площадь водосборного бассейна 114 км².

## Данные водного реестра
По данным государственного водного реестра России относится к Балтийскому бассейновому округу, водохозяйственный участок реки — Мста без реки Шлина от истока до Вышневолоцкого, речной подбассейн реки — Волхов. Относится к речному бассейну реки Нева (включая бассейны рек Онежского и Ладожского озера).
Код объекта в государственном водном реестре — 01040200212102000020186.